# Герб Ульяновской области
Герб Ульяновской области является символом Ульяновской области, утверждён Законом Ульяновской области «О гербе Ульяновской области» № 247-ЗО от 26 декабря 2013 года.
Существует три равнодопустимые версии герба:
1. Полный герб Ульяновской области
2. Коронованный гербовый щит Ульяновской области
3. Гербовый щит Ульяновской области

## Описание и обоснование символики
Геральдическое описание (блазон) гласит:
В лазоревом поле серебряная колонна с фигурной капителью и базой на постаменте, увенчанная Императорской короной с лазоревыми лентами, отходящими в стороны.
Щит увенчан золотой земельной короной особого вида (с самоцветами на обруче и о трёх видимых зубцах в виде листьев аканта, перемежаемых двумя видимыми меньшими зубцами с жемчужинами).
Щитодержатели — золотые львы, из которых правый держит три золотых колоса в левой передней лапе, а левый — меч того же металла в правой передней лапе, и показанная ниже щита серебряная чайка, летящая вправо и касающаяся щита воздетыми и распростёртыми крыльями; подножие подо львами — золотые дубовые ветви, положенные отвлечёнными концами накрест. Девиз «ОПОРА ДУШИ И ДЕРЖАВЫ» начертан лазоревыми литерами на золотой ленте.
Основой композиции герба области являются исторический гербовый щит Симбирской губернии, утверждённый 5 июля 1878 года, и версия герба Ульяновской области, принятого Законодательным Собранием Ульяновской области 26 февраля 2004 года.
Колонна — символ опоры, поддержки, надёжности. Искусно украшенная колонна, как творение умелых человеческих рук, символически указывает на созидательное трудолюбие и духовные традиции жителей области. Постамент колонны воплощает идею устойчивости, стабильности. Резная изящная капитель колонны, подобная цветку, символизирует расцвет, рост и развитие.
Серебро в геральдике — гербовый символ чистоты, справедливости, правды.
Лазурь (воспроизводимая синим или голубым цветом) — символ возвышенных устремлений, преданности, мира. Сочетание серебра и лазури условно указывает на Волгу и многочисленные водные ресурсы области.
Золото — цвет величия, света и тепла, власти и милости. Золото указывает на символ урожай, изобилие и плодородие.
Присутствие особой короны над щитом обозначает государственный статус Ульяновской области как субъекта Российской Федерации. Кроме того, корона особого вида указывает на славные традиции, на историю региона, поскольку её геральдические характеристики соответствуют земельной короне первого, старейшего симбирского герба, утверждённого в 1730 году. Корона является историческим атрибутом местного земельного герба.
Именно в этом качестве была восстановлена в 2004 году при принятии действующей версии областного герба и сохраняется в представляемом проекте. Эта корона близка к так называемым «дворянской» и «древней царской» (династической) коронам российской родовой геральдики и наряду с ними представляет собой вариант простейшей геральдической короны — наиболее общего знака достоинства и авторитета.
В истории официальной симбирской символики это — единственная корона, отражающая собственный статус региона (императорская корона в более поздних губернских версиях герба отражала подчинение центру).
Щитодержатели дополняют символику герба. Лев был изображён на первой известной с 1672 г. печати города Симбирска. Тогда, за «двукратную храбрую оборону от разбойника Стеньки Разина: в первый раз при воеводе Иване Милославском, а второй раз через год от есаула разинской шайки Федьки Шелудяка», при воеводе П. В. Шереметеве городу был пожалован первый индивидуальный знак (эмблема). Он представлял собой коронованного льва с мечом в лапе. Лев олицетворяет в геральдике всю совокупность достоинств и добродетелей.
Колосья символизируют развитый аграрный сектор экономики области. Колос — символ достатка и вместе с тем — традиционный знак сплочённости.
Меч символизирует защиту, самоотверженность, власть, а прямой обоюдоострый меч — справедливость и правду.
Чайка — неотъемлемый символ современной Ульяновской области, расположенной по берегам великой русской реки Волги. Чайка является эмблемой многих предприятий области, в том числе крупнейшего автозавода УАЗ. Чайка — символ полёта и авиапромышленности Ульяновской области, которая сегодня является крупнейшим центром российского гражданского авиастроения, научно-образовательным центром.
Дубовые ветви — знак мужества, силы и стойкости, проявленных жителями региона в годы народных восстаний, в лихолетье Гражданской войны и тяжелые годы Великой Отечественной войны. Они также сообразуются с дубовыми ветвями из исторического герба Симбирской губернии.
Девиз «ОПОРА ДУШИ И ДЕРЖАВЫ», принятый на основании областного конкурса, проведённого в 2012 г., является прямым пояснением изображения герба. Он выражает значение региона, его неповторимых особенностей, в человеческом и государственном измерении. При этом девиз перекликается с формулой «Подперта честию», которая исторически связана с аллегорией «коронованная колонна» (в частности, сопровождает эту композицию в знаменитом сборнике «Символы и эмблемата», изданном по повелению Петра I в 1705 году).
Девиз воспроизведён лазоревыми литерами на золотой ленте, что согласуется по расцветке с цветом лент и обруча Императорской короны.
Таким образом, в гербе Ульяновской области языком геральдических символов и аллегорий гармонично отражены история, природные особенности и богатства области, основной профиль деятельности населения.

## История
Колонна увенчана российской короной как символом страны и державы в целом — исторический символ региона. В качестве условной патриотической аллегории изображение «колонны под короною» появилось в 1712 году на знамени Синбирского (Симбирского) пехотного полка. Позднее этот знак оформляется по всем правилам гербоведения и осмысляется как общий герб для Синбирска-Симбирска и прилегающей территории (уезда): «…на голубом поле белый столб с золотой короною». Этот герб был разработан в 1720-е годы и утверждён 8 марта 1730 г. вместе с десятками других земельных и городских гербов, внесённых в так называемый гербовник Миниха. В 1780 г. колонна с короной вошла в герб города Симбирска и Симбирского наместничества, а в 1878 г. — в герб Симбирской губернии.
3 марта 2004 года был принят Закон № 010−ЗО «О гербе и флаге Ульяновской области».
Описание герба гласило:
В лазоревом щите серебряная колонна, увенчанная императорской короной с лазоревыми лентами. Щит увенчан традиционной земельной короной (с тремя видимыми листовидными зубцами). Щитодержатели — золотые львы; из них один держит в правой передней лапе меч, а другой — сноп того же металла; подножие — золотые дубовые ветви, в центре которых золотая шестерня и летящая вправо серебряная чайка, перевитые лентой цветов флага области.
В декабре 2013 года герб Ульяновской области был изменён. В результате проделанной работы был уточнён рисунок колонны, соответствующий её изображению из исторического герба Симбирской губернии 1878 года. Был добавлен девиз «Опора души и державы».
До 1 января 2016 года установлен переходной период, в течение которого разрешено использование прежнего герба Ульяновской области:
- Герб Ульяновской области (1996 г.)
- Малый герб Ульяновской области.
- Изображение герба Ульяновской области на монете Банка России  — 10 рублей, реверс, 2017 г.